# شهرستان ساموخ
ساموخ (به لاتین: Samux) نام بخشی است در شمال جمهوری آذربایجان. این بخش با گرجستان هم مرز می‌باشد. وسعت این بخش ۱۲۱۰ کیلومتر مربع و جمعیت آن ۴۹٬۵۴۳ نفر است.
نام ساموخ از زبان آلبانیایی قفقاز گرفته شده و به معنای «جنگل شکارگاه» است.
مرکز این بخش، روستای نبی‌آقالی است. در پیرامون این روستا، گورهای باستانی عصر برنز دیده می‌شود.

## نگارخانه

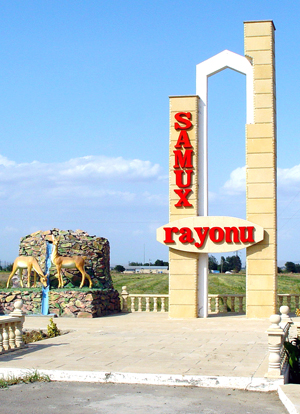
نمایی از جاده ورودی به شهرستان ساموخ